# Крушение вертолёта Ибрахима Раиси
19 мая 2024 года примерно в 13:30 по тегеранскому времени (UTC+3:30) рядом с селом Узи в округе Варзакан провинции Восточный Азербайджан (Иран) по пути в Тебриз разбился вертолёт Bell 212, перевозивший президента Ирана Ибрахима Раиси, министра иностранных дел Хосейна Амира Абдоллахияна, губернатора Восточного Азербайджана Малека Рахмати и представителя Верховного лидера Ирана в Восточном Азербайджане Мохаммада Али аль-Хашема.
Инцидент произошёл, когда Раиси возвращался с церемонии открытия гидроузлов двух ГЭС на границе Ирана с Азербайджаном. Катастрофа произошла в неблагоприятных погодных условиях недалеко от азербайджано-иранской границы. Густой лес, проливной дождь, туман, сильный ветер и снегопад затрудняли спасательную операцию. В результате крушения погибли все находившиеся на борту 8 человек (5 пассажиров и 3 члена экипажа), в связи с гибелью президента траур объявили Иран и ещё семь стран.

## Предыстория
19 мая Раиси посетил строящуюся ГЭС «Гыз-Галасы» на азербайджано-иранской границе для участия в церемонии открытия её гидроузла и сдачи в эксплуатацию гидроузла строящейся выше по течению Худаферинской ГЭС вместе с президентом Азербайджана Ильхамом Алиевым.

### Экипаж и пассажиры

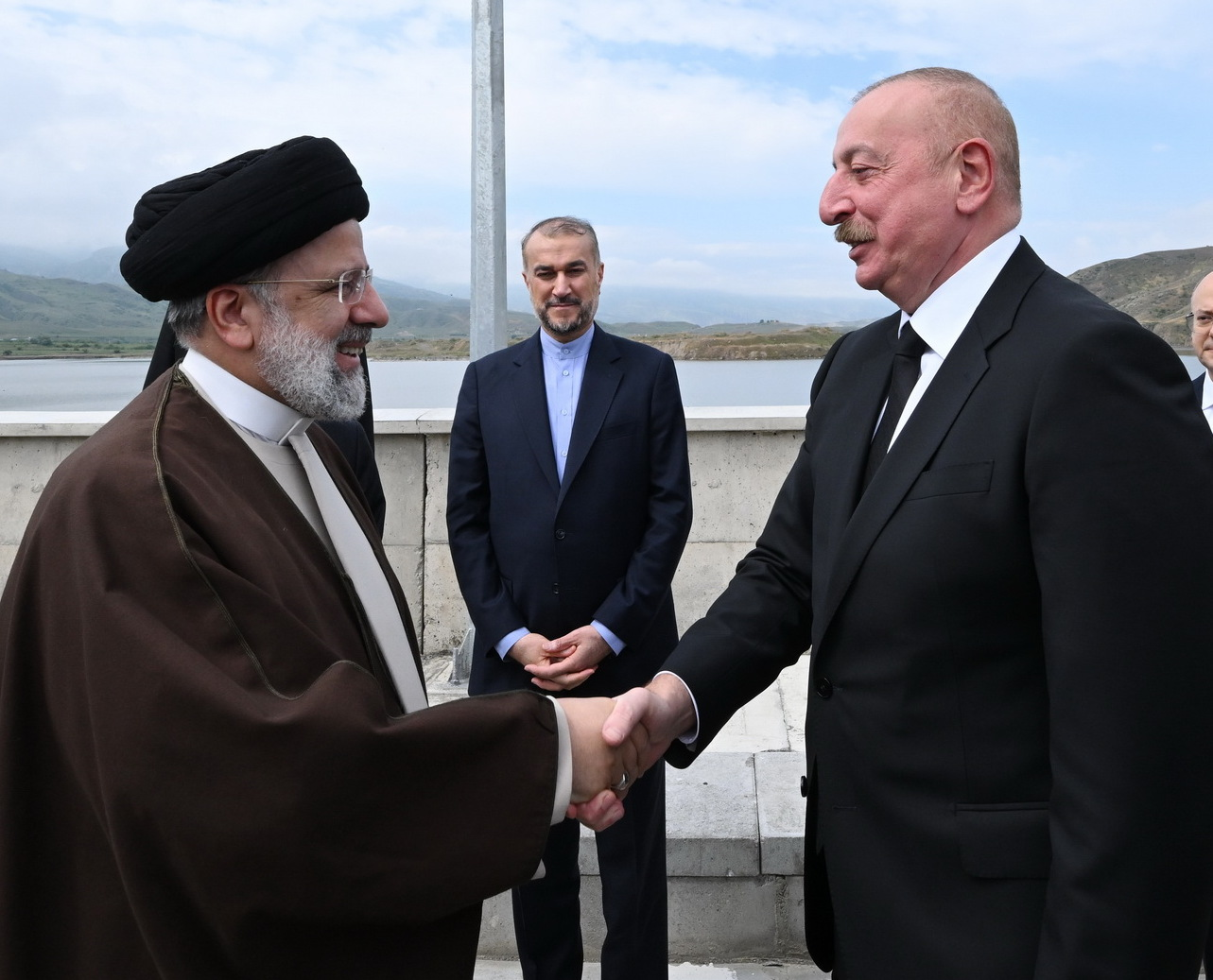
Ибрахим Раиси с Ильхамом Алиевым на границе с Азербайджаном 19 мая 2024 года

На борту вертолёта находились 8 человек — 3 члена экипажа и 5 пассажиров.
Пассажиры
- Ибрахим Раиси — иранский политический, духовный, религиозный и государственный деятель, президент Ирана (с 2021)[17].
- Хосейн Амир Абдоллахиян — иранский политический деятель, министр иностранных дел Ирана (с 2021)[17].
- Малек Рахмати — иранский политический деятель, губернатор провинции Восточный Азербайджан (с 2024)[17].
- Мохаммад Али аль-Хашем[перс.] — иранский политический деятель, представитель Высшего руководителя Ирана в провинции Восточный Азербайджан, имам Тебриза[18].
- Мехди Мусави — глава службы безопасности президента, генерал КСИР[19].

Экипаж
- Тахер Мостафави — пилот-полковник[20].
- Мохсен Дарьянош — второй пилот-полковник[20].
- Майор Бехруз — технический работник[20].

## Крушение
19 мая 2024 года вертолёт с Раиси, министром иностранных дел Хосейном Амиром Абдоллахияном, губернатором Восточного Азербайджана Малеком Рахмати и представителем Верховного лидера Ирана в Восточном Азербайджане Мохаммадом Али Аль-Хашемом вместе с двумя другими вертолётами отправился в Тебриз. Два других вертолёта, на которых летели министр энергетики Али Акбар Мехрабян и министр жилищного строительства и транспорта Мехрдад Базрпаш, благополучно достигли места назначения. Президентский вертолёт потерпел крушение во время пересечения горного ландшафта в неблагоприятных погодных условиях вблизи азербайджано-иранской границы. Воздушное судно полностью сгорело, за исключением хвостовой части. Все находившиеся на борту пассажиры и члены экипажа погибли сразу после катастрофы.

## Спасательная операция
Первые сообщения о крушении вертолёта появились в 16:00. Началась поисковая операция, которая продолжалась всю ночь. В ней участвовало более 70 команд спасателей, свыше двух тысяч человек. Для помощи в поисках вертолёта были привлечены дроны, поисково-спасательные отряды и специально обученные собаки. Иранское телевидение сообщало, что участники спасательной операции столкнулись с трудностями в работе из-за густого леса, тумана и дождя со снегом. К предполагаемому месту крушения вертолёта вместе с дронами были отправлены сорок спасательных команд Общества Красного Полумесяца Исламской Республики Иран. 20 мая вертолёт был найден, на месте крушения, которое находилось на высоте 2200 метров, «не было никаких признаков жизни». В тот же день поисковые работы завершились извлечением тел, которые были перевезены в Тебриз. Все тела были опознаны, судебно-медицинской идентификации не потребовалось.

## Последствия
В соответствии с иранской Конституцией временно исполняющим обязанности президента стал первый заместитель — вице-президент Мохаммад Мохбер, 28 июня были организованы досрочные президентские выборы. В Иране был объявлен пятидневный общенациональный траур, а также прошли народные траурные церемонии по поводу смерти президента. Дни траура были объявлены в Бангладеш, Индии, Ливане, Пакистане, Сирии и Турции.